# Željko Joksimović
Željko Joksimović (Belgrado, Jugoslávia, hoje Sérvia, 20 de abril de 1972) é um cantor, músico e compositor sérvio que toca uma mistura entre ritmos tradicionais da música da Sérvia e arranjos modernos e Pop.
Foi o apresentador do Festival Eurovisão da Canção 2008, em Belgrado, do qual Dima Bilan saiu vencedor.

## Discografia

### Álbuns de estúdio
- 1999 Željko Joksimović - Željko Joksimović [City Records]
- 2001 Željko Joksimović - Rintam [City Records]
- 2002 Željko Joksimović - III, album [City Records]
- 2003 Željko Joksimović - The Best Of (Najbolje pesme)  [City Records]
- 2005 Željko Joksimović - Ima nešto u tom što me nećeš/IV/ [City Records]
- 2005 Željko Joksimović & Tamee Harrison -I live my life for you (City Records)
- 2007 Željko Joksimović - The Platinum Collection [City Records]

### Álbum ao Vivo + DVD
- 2008 [http://www.yu4you.com/items/sr/dvd/item_1454.html Željko Joksimović - Beogradska Arena Live [Minacord Records]

### Singles
- 2004 Željko Joksimović - Leđa o leđa [City Records]
- 2004 Željko Joksimović - Lane moje CD+DVD [PGP RTS]
- 2004 Željko Joksimović - Lane moje/Goodbye (maxi-single) [Warner Music Group]
- 2005 Željko Joksimović & Tamee Harrison - I live my life for you [Warner Music]
- 2007 Željko Joksimović - Devojka  [Minacord]
- 2007 Željko Joksimović - Nije do mene [Minacord]

### Dueto
- 2002 Haris Džinović - Šta će meni više od toga
- 2005 Dino Merlin - Supermen
- 2005 Tamee Harrison - I Live My Life For You]

### Trilhas sonoras
- 2005 "Ivkova slava", (Željko Joksimović, Jelena Tomašević & Nikola Kojo) [Minacord - City Records]
- 2009 "Ranjeni Orao" [Minacord - City Records]

### Compilações
- 2007 Balkan Ethno Expirience (Music to relax the soul)
- 2007 "Mediterraneo" [Difference music]
- 2008 "Inspirations" [Compact Disc Club]

### Colaborações
- 2005 Nava Medina - Canção: Malah Shomer - Compositor: Zeljko Joksimovic
- 2006 Hari Mata Hari - Canção: Lejla -  Compositor: Zeljko Joksimovic, Álbum: Lejla  [BiH]
- 2008 Jelena Tomasevic - Canção: Oro -  Compositor: Zeljko Joksimovic, Álbum: Oro  [PGP -RTS]
- 2008 Eleftheria Arvanitaki - Canção: To Telos mas Des -  Compositor: Zeljko Joksimovic, Álbum: Mirame Universal Music
- 2008 Melina Aslanidou - Canção: Poso -  Compositor: Zeljko Joksimovic, Álbum: Best of - Sto dromo Sony BMG
- 2008  Canção: Nikola Tesla (Instrumental) -   Compositor: Zeljko Joksimovic feat. Jelena Tomasevic Álbum: balkan Routes vol.1:Nikola Tesla[Protasis]